# Drive Up
Drive Up è un programma televisivo italiano di genere rotocalco e motoristico, in onda su Italia 1 e Rete 4 con la conduzione di DJ Ringo e Alessia Ventura.

## Il programma
Il programma racconta il mondo dell'automobilismo e, a partire dalla settima edizione, del motociclismo. In ogni puntata vengono testate le ultime novità del mercato, analizzate le nuove tecnologie con approfondimenti sulle automobili che hanno scritto la storia del settore.
Dal 2024 il programma è composto da 32 puntate suddivise in due stagionalità: primavera/estate e autunno/inverno.
La cura di Drive Up è affidata alla redazione motori di Mediaset coordinata da Luca Budel. I volti storici del programma sono DJ Ringo e Alessia Ventura mentre Luca Filippi ed Alessandra Neri sono i piloti a cui sono affidati i test drive delle supercar. Le prove auto sono curate da Ronny Mengo, Simone Redaelli, Lorenzo Candotti, Ilaria Brugnotti, Alfredo Toriello e Marco Selvetti. Giorgio Terruzzi cura la rubrica Mi ritorni in mente. Alla regia vi è Marco Di Francesco, produttori sono Francesca Donelli e Lorenzo Farneti.
A partire dal 2023, la redazione di Drive Up entra a far parte di Sport Mediaset. Dal mercoledì al venerdì Sport Mediaset Extra è dedicato ai motori in uno spazio sempre a cura di Drive Up. 
Tutti i sabati alle ore 12 una pillola di 3 minuti di Drive Up viene trasmessa in simulcast dalle emittenti di RadioMediaset. Inoltre al programma è dedicata una sezione del sito di SportMediaset.
Nel 2025 la messa in onda della nuova stagione di Drive Up, prevista su Italia 1 da marzo, viene preceduta da una messa in onda in seconda serata su Rete 4 a partire dal 16 gennaio.

## Edizioni
| Edizione | Messa in onda | Messa in onda | Puntate | Regia              |
| Edizione | Inizio        | Fine          | Puntate | Regia              |
| -------- | ------------- | ------------- | ------- | ------------------ |
| 1ª       | 2018          | 2018          | 7       | Valeria Grandi     |
| 2ª       | 2019          | 2019          | 8       | Valeria Grandi     |
| 3ª       | 2019          | 2019          | 8       | Valeria Grandi     |
| 4ª       | 2020          | 2020          | 6       | Valeria Grandi     |
| 5ª       | 2021          | 2021          | 8       | Valeria Grandi     |
| 6ª       | 2021          | 2021          | 7       | Valeria Grandi     |
| 7ª       | 2022          | 2022          | 12      | Valeria Grandi     |
| 8ª       | 2023          | 2023          | 12      | Valeria Grandi     |
| 9ª       | 2024          | 2024          | 32      | Marco Di Francesco |

## Spin-off

### Drive Up MAG
Lo spin-off Drive Up MAG va invece in onda sotto forma di rubrica di Studio Aperto MAG, ogni giovedì alle 18.55, con la conduzione di Alessio Conti.